# Weißer Rindenpilz
Der Weiße Rindenpilz (Athelia epiphylla) ist ein Ständerpilz (Basidiomycet) aus der Familie  der Atheliaceae, der parasitisch von Grünalgen auf der Rinde verschiedener Baumarten lebt.

## Merkmale
Der Weiße Rindenpilz bildet mit seinem Mycel auf der Rinde verschiedener Baumarten vor allem im Herbst weiße, gut sichtbare Flecken und Ringe, die bei hoher Luftfeuchte Handtellergröße erreichen können und oft auch zusammenfließen. Er bildet zur Verbreitung neben Basidiosporen kleine, nur 0,2 mm große und aus Myzel aufgebaute bräunliche Knäuel, sogenannte Sklerotien, aus. Diese stellen gleichzeitig Dauerorgane dar, mit denen der Pilz überwintert und auch Trockenzeiten überstehen kann. Basidiosporen werden nur unregelmäßig ausgebildet.

## Ökologie und Verbreitung
Der Pilz wächst zumeist auf glattrindigen Baumarten wie Rotbuche und Hainbuche, aber auch auf Ahorn, Eiche, Linde, Pappel, Fichte und Lärche. Er parasitiert Grünalgen, in deren Zellen er Haustorien für die Nährstoffaufnahme ausbildet. Die zunächst grünen Algen sterben hierbei ab und nehmen eine grau-braune Farbe an. Auch Flechten wie verschiedene Lecanora-Arten werden angegriffen. Weder der Pilz noch die Algen schädigen die Bäume, auf denen sie wachsen, da sie die Rinde lediglich als Unterlage benutzen und daher Epiphyten sind. Der Pilz ist in Mitteleuropa häufig.